# لويس بيدفورد
لويس بيدفورد (بالإنجليزية: Lewis Bedford)‏ (26 مايو 1899 في المملكة المتحدة - 29 يونيو 1966 ببرمنغهام في المملكة المتحدة) هو لاعب كرة قدم بريطاني (وحمل سابقاً جنسية المملكة المتحدة لبريطانيا العظمى وأيرلندا) في مركز الهجوم. لعب مع شيفيلد وينزداي ونادي لوتون تاون ونادي والسول ووست بروميتش ألبيون ونادي نيلسون.